# Чон Інджі
Чон Інджі (кор. 정인지, 鄭麟趾, 28 грудня 1396 — 26 листопада 1478) — корейський філософ-неоконфуціанець, поет, письменник, історик, політик часів династії Чосон. Одиин із засновників абетки хангиль (кор. 한글).
Був першим міністром (1455–1458) при вані Седжо.